# はまだよしみ
はまだ よしみは、日本の漫画家。ダイナミックプロ所属。

## 作品リスト
- ドロロンえん魔くん（原作：永井豪　小学五年生 1973年10月号 - 1974年4月号）
- 梅の木少年（別冊少年ジャンプ 1974年7月号）
- 無チン島漂流記（月刊少年ジャンプ	1974年12月号）
- 吸血鬼カラキュラ（週刊少年サンデー増刊　1975年1月15日号）
- あらちんぽこちん（月刊少年アクション　1975年1月号 -　）
- オサカン家族（月刊少年ジャンプ増刊　1975年）
- ダッピちゃん（月刊少年ジャンプ　1975年2月号）
- ポンポコポン太（月刊少年ジャンプ　1975年5月号）
- カメ吉くん（月刊少年ジャンプ　1975年7月号）
- 包丁先生（冒険王 1975年夏休み増刊号）
- セールスくん（別冊テレビランド　1975年8月号）
- 名犬黄金丸（週刊少年チャンピオン　1975年9月8日号(37号)）
- すいかマン（月刊少年チャンピオン　1975年9月号）
- マリオくん（月刊少年チャンピオン　1985年10月号）
- ヤドカリちゃん（週刊少年チャンピオン　1975年11月24日号(48号)）
- モクモクちゃん（冒険王 1976年新年増刊号）
- ホクロ魔人（週刊少年ジャンプ 1976年新年増刊号）
- ノーヘルくん（月刊少年チャンピオン 1976年2月号）
- トリトルくん（月刊少年チャンピオン 1976年4月号 - ）
- カチコンくん（週刊少年サンデー増刊 1976年）
- ミジメくん（月刊少年マガジン　1976年）
- まるみえちゃん（テレビマガジン　1976年7月号）
- 筒あて師せっチン（増刊少年キングオリジナル　1976年7月4日号）
- 変身ポンポコマン（冒険王 1976年夏休み増刊「ジャンボオリジナル特集号」）
- ジャリ園長（冒険王 1976年 -　1979年11月号）
- ガンバンB（週刊少年キングオリジナル　1977年1月15日号）
- 爆笑!ファミリースタジアム（スーパーボンボン　1987年5月号 - 6月号）
- おもしろスタジアム（スーパーボンボン　1987年7月号）
- 恋と死をみつめて（月刊少年ジャンプ　1977年11月号）
- 大金くん（週刊少年チャンピオン増刊　1977年11月号）
- われら!迷探偵（週刊少年チャンピオン増刊 1978年）
- あ〜あ、おそろしや･･･78年不景気特集（別冊テレビランド 1978年）
- ドキドキ学園（スーパーボンボン 1988年5月号 - 7月号）
- ブルデカ（コロコロコミック　1978年9月号 - 1979年6月号）
- 必殺!お料理人（少年ポピー 1980年）
- とりしまりマン（別冊テレビランド　まるまるコミック　1981年）
- スープーマン（原作：永井豪　コミックボンボン　1981年11月号 - 1984年7月号）
- スーパーメカメカマン（週刊少年チャレンジ 1981年12月25日号(11号)）
- 怪傑牛肉マン（テレビランド　1982年5月号、6月号別冊付録）
- サイボットロボッチ（原作：石川賢　小学二年生　1982年10月号 - 1982年3月号）
- よろよろアッパーマン（獅子王　第2号	1985年）
- ばんじゃい!プロ野球（コミックボンボン　1988年）
- キャッ党忍伝てやんでえ（コミックボンボン　1990年）
- コズモギャングスワールド　コズモポリス アンタッチャ（コミックボンボン 1993年）
- ミュータントタートルズ（電撃コミックス 1994年）
- 大怪獣ガメラ（少年キャプテンコミックス　1995年）